# Rongena
Rongena är en ö i Kenya.   Den ligger i länet Baringo, i den centrala delen av landet, 240 km norr om huvudstaden Nairobi.